# Freaks and Geeks
Freaks and Geeks er en amerikansk komedie-drama tv-serie skabt af Paul Feig og produceret af Judd Apatow. Serien blev sendt af NBC i tidsrummet 1999-2000. Der blev lavet 18 episoder, men serien blev afbrudt og taget af programmet efter at kun 12 var blevet sendt. En fan-ledede kampagne overtalte NBC til at udsende yderligere tre episoder i juli 2000; de tre resterende ikke sendte episoder blev ikke set før september samme år, da kabelnettet Fox Family Channel gik med til at sende dem. Den fuldendte serie blev senere udgivet på DVD.
På grund af en tidlig afbrydelse og kun en sæson med 18 episoder fik Freaks and Geeks en slags kultstatus. Serien dukkede op i Times Magazine på listen "100 Greatest Shows of All Time" i 2007 og i 2008 i Entertainment Weekly rangeret som den 13.-bedste i en række af serier i de seneste 25 år.
For nogle af de skuespillerne, blev serien begyndelsen på deres succesrige filmkarriere – heriblandt, James Franco (Spider-Man 1-3), Jason Segel (Forgetting Sarah Marshall, How I Met Your Mother), Linda Cardellini (Scooby-Doo 1+2, Brokeback Mountain, Emergency Room) og Seth Rogen (Donnie Darko, The 40 Year Old Virgin, Knocked Up).  Serien blev filmet på forskellige steder i Californien.

## Handling
Serien handler om teenagepigen Lindsay Weir (Linda Cardellini) og hendes bror, Sam (John Francis Daley), der går på William McKinley High School i løbet af 1980-1981 i byen Chippewa, Michigan, en fiktiv forstad i Detroit.
Lindsays venner udgør "freaks"ene – Daniel Desario (James Franco), Ken Miller (Seth Rogen), Nick Andopolis (Jason Segel), Kim Kelly (Busy Philipps) – og Sams venner udgør "geeks"ene – Neal Schweiber (Samm Levine) og Bill Haverchuck (Martin Starr) – heraf titlen. Forældrene, Harold (Joe Flaherty) og Jean (Becky Ann Baker) Weir, er med i alle episoder. Millie Kentner (Sarah Hagan), Lindsays nørdede, meget religiøse og tidligere bedste ven, er en tilbagevendende karakter ligesom Cindy Sanders (Natasha Melnick), den smukke, populære cheerleader, som Sam er forelsket i.
Seriens udgangspunkt er Lindsays overgang fra hendes liv som en fagligt dygtig elev, stjerne mathlet og kvik ung pige, med Millie som hendes ligesindede bedste ven, til militærjakke-iført teenager, der hænger ud med problemfyldte dagdriver. Hendes forhold til sine nye venner, og friktionen de forårsager med hendes forældre og med hendes egen selvopfattelse, udgør en central tråd i serien. Serien skildrer også Sam og hans gruppe af nørdede venner, og hvordan de navigerer meget anderledes i det sociale univers og forsøger at passe ind.

## Medvirkende og karakterer

### Weir familien
- Linda Cardellini som Lindsay Weir
- John Francis Daley som Sam Weir
- Joe Flaherty som Harold Weir
- Becky Ann Baker som Jean Weir

### Geeks
- Samm Levine som Neal Schweiber
- Martin Starr som Bill Haverchuck
- Jerry Messing som Gordon Crisp
- Stephen Lea Sheppard som Harris Trinsk

### Freaks
- James Franco som Daniel Desario
- Busy Philipps som Kim Kelly
- Jason Segel som Nick Andopolis
- Seth Rogen som Ken Miller

### Andre elever
- Sarah Hagan som Millie Kentner
- Natasha Melnick som Cindy Sanders

### Fakultetet
- Dave "Gruber" Allen som Mr. Rosso
- Steve Bannos som Mr. Kowchevski
- Trace Beaulieu som Mr. Lacovara
- Steve Higgins som Mr. Fleck
- Leslie Mann som Ms. Foote
- Thomas F. Wilson som Coach Fredricks

### Gæstestjerner og cameo-optrædener
Tidligt i processen var skaberne af serien ikke åbne overfor tanken om at have gæstestjerner i showet. Et nægtet forslag fra NBC var at have et pop-ikon som Britney Spears til at medvirke som en servitrice i en episode. Flere af programmets skabere, herunder producenten Judd Apatow, mente, at en sådan gæste-star-optræden i høj grad ville aflede opmærksomheden fra showets kvalitet og realisme. Dog havde mindre kendte "gæstestjerner" lejlighedsvise optrædener i showet. Da producenterne begyndte at frygte en forestående annullering, optrådte Apatows gamle ven Ben Stiller i en episode som en Secret Service agent i den næstesidste episode af programmet, men afsnittet blev først vist, efter at serien var blevet aflyst.
Andre bemærkelsesværdige gæsteoptrædener blev fremført af Thomas F. Wilson (i den tilbagevendende rolle Coach Frederiksen), Chauncey Leopardi (i den tilbagevendende rolle som mobberen Alan White), Shaun Weiss (i den tilbagevendende rolle som eleven Sean og bassisten i Nick's band), Joel Hodgson (i den tilbagevendende rolle som en sælger, der elsker disco), Joanna García (i den tilbagevendende rolle som chefcheerleaderen Vicki Appleby), Kayla Ewell (i den tilbagevendende rolle som den forholdsvis nye overflyttede elev Maureen Sampson), David Koechner (som tjeneren), Kevin Corrigan (som Millie's kriminelle fætter), Jason Schwartzman (som eleven. der beskæftiger sig med falske identitetspapirer), Allen Covert (som vinhandeldegnen), Matt Czuchry (som en elev fra det rivaliserende Lincoln High), Claudia Christian (som Bill's mor), Shia LaBeouf (som skolens maskot, der bliver såret), Samaire Armstrong (som "Deadhead" Laurie), Ben Foster (der optrådte som den mentalt handicappede elev Eli, og ofte hypede showet og samtidig promotede filmen Liberty Heights), og Alexander Gould (som Ronnie, drengen Lindsay babysiter mens hun er skæv). Veterankarakterskuespilleren Kevin Tighe også optrådt i to episoder som Nicks far.
Mange af seriens forfattere optrådte på et eller andet tidspunkt i serien. Mike White spillede for eksempel Kim Kellys hæmmede bror og optrådte første gang i den fjerde episode "Kim Kelly is My Friend". Paul Feig og Gabe Sachs optrådte ukrediteret som medlemmer af det fiktive band "Dimension" i afsnittet, "I'm With the Band". Michael Andrews, der skabte seriens kendingsmelodi, spiller rollen som Dimensions forsanger. Steve Bannos spillede den tilbagevendende rolle som matematiklæreren Mr. Kowchevski.
Andre bemærkelsesværdige gæstestjerner omfatter David Krumholtz som Neals bror Barry, Lizzy Caplan som Sara, og Rashida Jones som Karen Scarfoli, der først optrådte i den fjerde episode, "Kim Kelly is My Friend".

## Åbningssekvens
Seriens åbningssekvens skildrer hver af hovedpersonerne, med undtagelse af Kim Kelly (Busy Philipps), der får taget deres high school årbogfoto mens sangen "Bad Reputation" af Joan Jett og Blackhearts spiller.

## Episoder
Herunder ses en fuldendt liste over episoderne i kronologisk rækkefølge.
1. (Pilot)
2. (Beers and Weirs)
3. (Tricks and Treats)
4. (Kim Kelly is My Friend)
5. (Tests and Breasts)
6. (I'm With the Band)
7. (Carded and Discarded)
8. (Girlfriends and Boyfriends)
9. (We've Got Spirit)
10. (The Diary)
11. (Looks and Books)
12. (The Garage Door)
13. (Chokin' and Tokin' )
14. (Dead Dogs and Gym Teachers)
15. (Noshing and Moshing)
16. (Smooching and Mooching)
17. (The Little Things)
18. (Discos and Dragons)

## Bøger
I oktober 2004, blev to Freaks and Geeks bøger udgivet med titlen Freaks and Geeks: The Complete Scripts, Volume 1 og Freaks and Geeks: The Complete Scripts, Volume 2. De blev begge udgivet af Newmarket Press, og indeholder ni scripts fra serien, som er udarbejdet af Paul Feig og Judd Apatow selv. Ekstraindholdet omfatter bag-om-scenerne-notater, fotos, yderligere handlinger og uddrag fra Freaks and Geeks serie-bibler.

## Soundtrack
Et af de karakteristiske kendetegn, der adskilte Freaks and Geeks fra lignende tv-serier på det tidspunkt var dens autentiske soundtrack. Skaberne har gjort det til en prioritet at indeholde ægte, periode-specifikt musik, som ville bidrage til at skabe tonen i showet. Kendte navne som The Who, Van Halen, Rush, Styx, The Grateful Dead, The Moody Blues, og Billy Joel skulle vise sig at kræve en stor del af showets budget. Til sidst, blev dette en hindring i at udgive showet på DVD på grund af vanskelighederne og omkostningerne ved clearing af alle musikrettighederne i serien. Mange tv-shows (f.eks Dawson's Creek og WKRP i Cincinnat) havde musik bider ændret eller fjernet for at lave relativt billige DVD udgivelser, som det skete for Freaks and Geeks, da det blev set i genudsendelser på Fox Family. Men, skaberne valgte at vente med at frigive DVD, indtil de kunne finde et firma til udfordringen om at få godkendelse til musikken, for ikke at forstyrre fansene af showet. Shout! Factory, en musik-og video virksomhed med speciale i omfattende genudgivelser og opsamlinger af klassisk og til tider dunkle popkultur, bragte i sidste ende Freaks and Geeks til DVD med alt sin musik intakt.

## Priser og nomineringer
Serien har modtaget tre Emmy Award-nomineringer, skaberen Paul Feig var nomineret to gange til Bedste Skrivning til en komedieserie, for "Pilot" og "Discos and Dragons". Den vandt for Bedste Casting til en komedieserie (Allison Jones, Coreen Mayrs og Jill Greenberg). Den blev nomineret til to Television Critics Association Awards, for Årets Nye Program og Outstanding Achievement i en Drama-serie. For at skuespillet, vandt serien for Bedste Familie TV-serie – Komedie og blev nomineret til Bedste Optræden i en TV-serie – Unge Ensemble ved Young Artist Awards. Til YoungStar Awards, var John Francis Daley og Sarah Hagan nomineret til bedste unge skuespiller/optræden i en komedie tv-serie, og ensemblet blev nomineret til bedste unge Ensemble Cast – fjernsyn. Serien har også modtaget flere andre nomineringer i andre kategorier.